# PascalDOS
PascalDOS — операційна система для радянських персональних комп'ютерів БК-0010 та БК-0010-01, призначена для програмування на мові програмування Паскаль, компілятор якого входив в комплект поставки. Це єдина операційна система для БК-0010, яка дозволяла програмувати на стандартному Паскалі, що задовольняє стандарту ISO. За внутрішніми викликами система була в чомусь схожа на RT-11, хоча для зберігання даних використовувала поширену на БК файлову систему MicroDOS. Оскільки компілятор Паскаля вимагав великої кількості системних ресурсів, ОС була максимально спрощена. 
Мова командного рядка PascalDOS нагадувала мову командного рядка стандартної для БК асемблер-системи. Система не мала файлової оболонки.